# Manfred Fürst

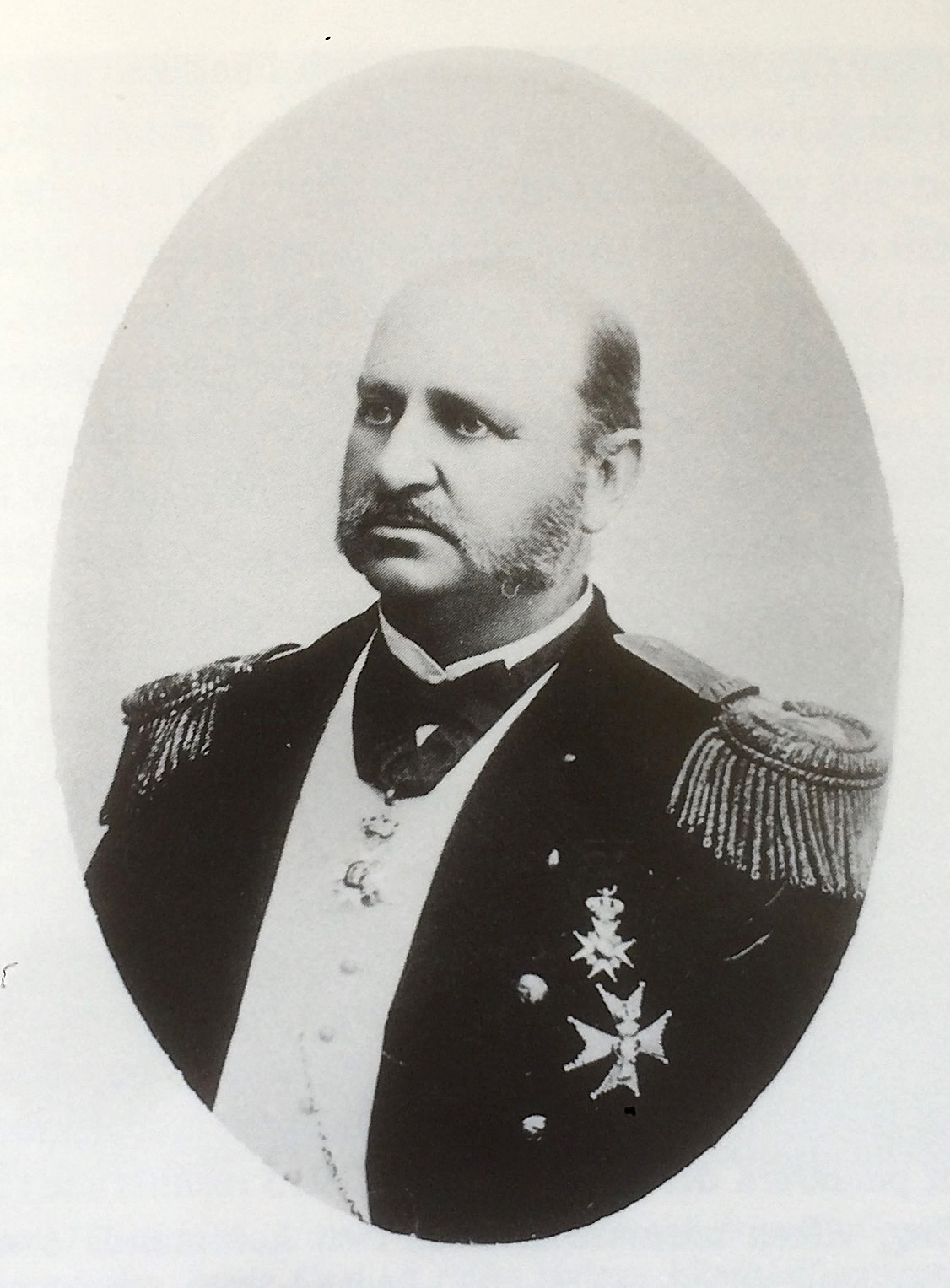
Manfred Fürst

Manfred Fürst, född 30 juni 1829 i Karlskrona, död 4 januari 1900, var en svensk läkare, tillika Karlskronas siste överfältläkare. 
Han var yngste son till Carl Johan Fürst (1791-1855) samt bror till Carl Absalon och Magnus, båda läkare vid  svenska flottan i Karlskrona, och till Richard Fürst.  
Fürst påbörjade sina studier vid Lunds universitet 1846, blev med. lic. 1856, kir. mag. 1857 samt avlade ämbetsprovet samma år. Under somrarna tjänstgjorde han ombord på flottans fartyg, till exempel 1853 på linjeskeppet Carl XIV Johan och 1857 på korvetten Jarramas. Efter avlagda examina genomgick han som amiralitetsläkare de olika befordringsgraderna: tillförordnad bataljonsläkare 1857-58, regementsläkare 1859, förste läkare vid flottans sjukhus 1861 samt överfältläkare 1872. Han invaldes som ledamot i Svenska läkaresällskapet 1872, blev hedersledamot av Kungliga Örlogsmannasällskapet 1879 och promoverades till medicine hedersdoktor i Lund 1893. 
Fürst ägnade sig liksom fadern speciellt åt oftalmologi. Denna specialitet hade han studerat hos Albrecht von Graefe i Berlin, och han blev sedermera en skicklig och ofta anlitad starroperatör. Vidare var han medstiftare av Karlskrona läkareförening år 1857, som han i flera perioder var ordförande för. 
Fürst gifte sig år 1859 med Hanna Frick (1831–1878) och blev far till fyra barn. Sonen Otto Astley (1860–1906) blev även han läkare vid flottan; dottern Emma Maria (1861–1938) gifte sig med provinsialläkaren Nils Anders Wilhelm Lindwall (1857–1933) och blev mor till skådespelaren Tore Lindwall. 